# Scenopinidae
Famille
Les Scenopinidae sont une famille d'insectes diptères.

## Liste des genres
Selon Catalogue of Life (1 mars 2013) :
- genre Acaenotus
- genre Alloxytropus
- genre Belosta
- genre Brevitrichia
- genre Caenoneura
- genre Caenotoides
- genre Caenotus
- genre Cerocatus
- genre Cyrtosathe
- genre Heteromphrale
- genre Irwiniana
- genre Jackhallia
- genre Metatrichia
- genre Neopseudatrichia
- genre Paramonova
- genre Paratrichia
- genre Prepseudatrichia
- genre Propebrevitrichia
- genre Prorates
- genre Pseudatrichia
- genre Pseudomphrale
- genre Riekiella
- genre Scenopinus
- genre Seguyia
- genre Stenomphrale

Selon ITIS (1 mars 2013) :
- genre Belosta
- genre Brevitrichia
- genre Lucidomphrale Kroeber
- genre Metatrichia
- genre Pseudatrichia
- genre Scenopinus